# Gutorfölde, Zala
Gutorfölde  este un sat în districtul Zalaegerszeg, județul Zala, Ungaria, având o populație de 1.075 de locuitori (2011). 

## Demografie
Componența etnică a satului Gutorfölde
     Maghiari (96,35%)
     Germani (1,39%)
     Romi (1,18%)
     Necunoscut (0,75%)
     Români (0,32%)
     Alții (0,75%)
Componența confesională a satului Gutorfölde
     Romano-catolici (68,93%)
     Fără religie (3,44%)
     Necunoscută (26,51%)
     Alte religii (1,12%)
Conform recensământului din 2011, satul Gutorfölde avea 1.075 de locuitori. Din punct de vedere etnic, majoritatea locuitorilor (96,35%) erau maghiari, existând și minorități de germani (1,39%) și romi (1,18%). Apartenența etnică nu este cunoscută în cazul a 0,75% din locuitori.  Din punct de vedere confesional, majoritatea locuitorilor (68,93%) erau romano-catolici, cu o minoritate de persoane fără religie (3,44%). Pentru 26,51% din locuitori nu este cunoscută apartenența confesională.